# Серый список
Серые списки (англ. Greylisting) — способ автоматической блокировки спама, основанный на том, что «поведение» программного обеспечения, предназначенного для рассылки спама, отличается от поведения обычных серверов электронной почты. Если почтовый сервер получателя отказывается принять письмо и сообщает о «временной ошибке», сервер отправителя обязан позже повторить попытку. Спамерское программное обеспечение в таких случаях, обычно, не пытается этого делать.

## Техническая информация
Бо́льшая часть электронной почты в Интернете пересылается с помощью протокола SMTP. Этот протокол предусматривает, что сервер, который должен принять письмо, может сообщить о возникновении вре́менной ошибки. Это означает, что в данный момент сервер не может принять письмо, например, из-за слишком большой нагрузки, недостатка места на диске и тому подобного, но в будущем ситуация может измениться, и письмо будет принято.
Сервер, который использует технологию серых списков, первоначально отклоняет любое письмо от неизвестного отправителя, сообщая о временной ошибке. В базу данных записывается информация об этой попытке, которая, обычно, включает в себя следующие данные (или некоторые из них):
- IP-адрес сервера, который пытается послать письмо;
- адрес отправителя;
- адрес получателя.

Если это была попытка послать спам, то этим, скорее всего, всё и закончится. Если же в дальнейшем будет сделана ещё одна попытка послать то же самое письмо (как и должно быть по протоколу SMTP), сервер, использующий серые списки, обнаружит в своей базе данных соответствующую запись и примет письмо. Для увеличения надёжности метода накладывается дополнительное ограничение: после первой попытки должно пройти не менее определённого промежутка времени. Все последующие письма от того же отправителя тому же получателю, посланные через тот же сервер, будут приняты без задержки, потому что в базе данных уже есть нужная запись.

## Преимущества
- Настройка серых списков требует лишь небольших затрат труда от администратора сервера и совсем никаких усилий от пользователей электронной почты.
- Реализация серых списков почти не использует ресурсов сервера.
- Низкая вероятность ложных срабатываний, когда отклоняется письмо, не являющееся спамом.

## Недостатки
- Сервер отправляющей стороны должен быть готов переслать письмо в случае вре́менной ошибки, что может быть не так в случае нестандартных реализаций почтовых серверов. Таким образом, могут ошибочно отсеиваться рассылки с новостных сайтов и тому подобное.
- В стандарте SMTP рекомендуется, чтобы интервалы между повторными попытками послать письмо были не меньше 30 минут. Это означает, что письмо, отосланное с большинства почтовых серверов, дойдёт до адресата не раньше чем через полчаса (а то и позже), что может быть неприемлемо в случае срочной корреспонденции. Этот недостаток компенсируется тем, что задержка вносится только при посылке первого письма с ранее неизвестного адреса. Однако база данных известных адресов, как правило, время от времени очищается от устаревших записей. Если какой-либо корреспондент пишет письма редко, то письма от него всегда будут приходить с задержкой.
- Крупные почтовые службы используют несколько серверов, с разными IP-адресами, и возможна ситуация, когда несколько серверов по очереди пытаются отправить одно и то же письмо (с интервалами в 30 минут). Это может привести к очень большим задержкам при доставке писем.
- Спамерские программы могут совершенствоваться. Поддержка повторной посылки сообщения реализуется довольно легко и в значительной степени нивелирует данный вид защиты. Ключевым показателем в этой борьбе является соотношение характерного времени попадания спамера в чёрные списки {\displaystyle t_{b}} и типичного времени задержки «серых» списков {\displaystyle t_{g}}. При {\displaystyle t_{b}\gg t_{g}} серые списки в перспективе бесполезны; при {\displaystyle t_{b}\ll t_{g}} серые списки труднопреодолимы для спамеров.

Для того, чтобы уменьшить влияние этих недостатков, администратор должен использовать белые списки (списки исключений) для серверов, с которыми могут возникнуть вышеперечисленные проблемы. Как правило, реализации серых списков уже включают такие белые списки по умолчанию. Также, продвинутые реализации серых списков автоматически заносят в белый список те SMTP-сервера, которые хорошо себя зарекомендовали на протяжении значительного промежутка времени. Существуют способы обмена такими белыми списками между разными серверами (p2pwl или общая база данных SQL).
Ещё один способ избавиться от задержки при доставке некоторых писем — реализовать на почтовом сервере работу протокола Sender Policy Framework.

## Похожие технологии
Существуют методы отсева спама, использующие другие отличия в поведении спамерского программного обеспечения от стандартов. Например, протокол SMTP предусматривает, что сервер отправителя после соединения должен ждать приглашения от сервера получателя. Многие спамерские программы для экономии времени не делают этого и сразу начинают посылать команды. Блокировка, основанная на таком поведении, может отсеять некоторое количество спама.
Техникой, близкой по духу и порой используемой вместе с серыми списками, являются серые ловушки (greytrapping). Суть техники в том, что списки адресов, находящиеся в руках спамеров, имеют много «балласта» — адресов, никогда не существовавших в реальности. Возможно, эти адреса являются следствием ошибок в работе программ-собирателей адресов, а может быть — банального мошенничества в торговле между спамерами. В любом случае, вычислив такие «мёртвые души», администратор может автоматически блокировать (вносить в чёрный список) все IP-адреса, с которых пытались передать письмо на такой адрес-ловушку.